# Galilei-Zahl
Die Galilei-Zahl {\displaystyle {\mathit {Ga}}} ist eine nach Galileo Galilei (1564–1642) benannte dimensionslose Kennzahl aus dem Bereich der Strömungslehre. Sie kennzeichnet das Verhältnis von Gravitations- zu inneren Reibungskräften in bewegten Fluiden und ist definiert als:
{\displaystyle {\mathit {Ga}}={\frac {g\,L^{3}}{\nu ^{2}}}}
mit
- {\displaystyle g}: Erdbeschleunigung
- {\displaystyle L}: charakteristische Länge
- {\displaystyle \nu }: charakteristische, kinematische Viskosität.

Weiterhin ist sie der Quotient aus dem Quadrat der Reynolds-Zahl {\displaystyle {\mathit {Re}}} und der Froude-Zahl {\displaystyle {\mathit {Fr}}}:
{\displaystyle {\mathit {Ga}}={\frac {{\mathit {Re}}^{2}}{\mathit {Fr}}}}
Die Galilei-Zahl wird in der Dünnschichtphysik und Verfahrenstechnik (z. B. in Füllkörperkolonnen) zur Beschreibung des Strömungszustandes von Flüssigkeits-Filmströmungen über benetzenden Wänden angewendet, wenn die Filmströmung durch die Schwerkraft beeinflusst wird. Als charakteristische Länge wird hierbei die Filmlänge verwendet.